# 香港2006年4月

## 4月1日
- 政府統計處公佈2005年離婚數字，離婚或分居的女性比男性多出超過一倍。離婚或分居女性有121,400人，男性則有57,700人。雅虎新聞：明報

## 4月2日
- 一名中年男子於九廣東鐵九龍塘站月台跳軌企圖自殺，令人再度關注是否需要裝設月台幕門。雅虎新聞：明報[]
- 香港教育統籌局新增840個受資助學士學額供副學士畢業生升學，但有指各科資助學額分配不均。 雅虎新聞：明報[]

## 4月3日
- 香港行政會議通過不會削減2007至08年度對香港八大院校的資助。雅虎新聞：明報[]
- 香港稅務局公佈，2005年繳交最多薪俸稅人士（「打工皇帝」），稅款達到1億零100萬港元。 雅虎新聞：明報
- Discovery旅遊頻道公佈全球十大最昂貴酒店套房，香港半島酒店的半島套房排行第八位，每晚租金約38,000港元。蘋果日報[永久]、TravelChannel.com
- 香港冠榮車行旗下服務的四條鰂魚涌專線小巴的司機，因不滿長期被剋扣工資及假期而發起罷駛。維基新聞：香港頻道 （页面存档备份，存于）

## 4月4日
- 警方扣留旺角一間結他學校的2名負責人，涉嫌與互聯網騙案有關。案情指二人在網上化身美女，說服想結識異性的男子參加結他班，受害人付款上課後才發現班內清一色為男性，同學相互交談間懷疑自己受騙而報警。涉及受害者超過300人，總金額達100萬港元。雅虎新聞：明報

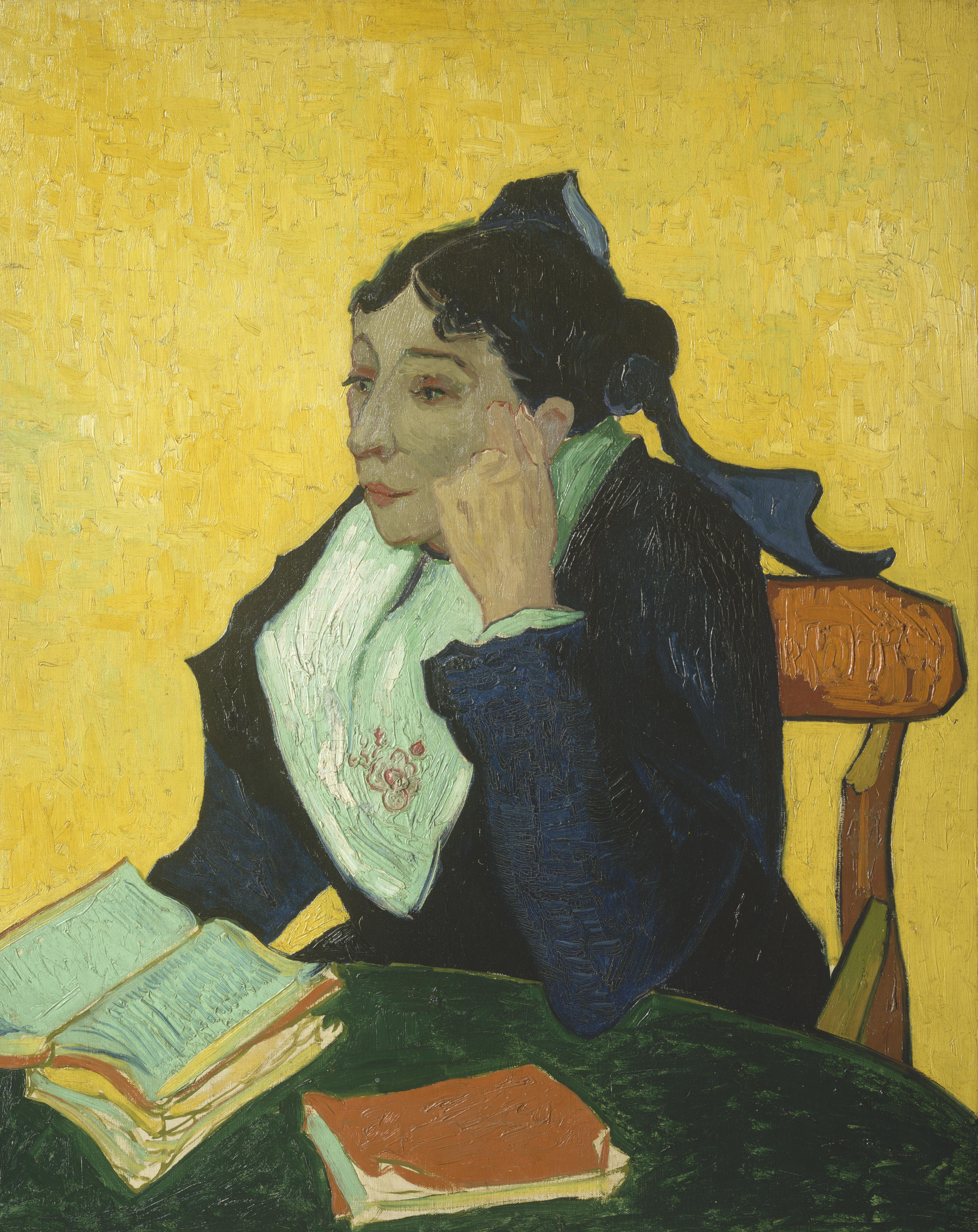
梵高《阿萊城的基諾夫人》

- 多幅梵高、畢加索及莫奈的名畫在香港佳士得拍賣行展出，並將於5月2日至3日在紐約拍賣。名畫包括梵高1890年作品《阿萊城的基諾夫人（英语：L'Arlésienne (painting)）》，估計成交價超過3.1億港元。雅虎新聞：明報

- 政府計劃立法在室內全面禁煙，並向在禁煙區內吸煙者實施1500港元的定額罰款制度，由衛生署衛生署控煙辦公室人員及警員負責執法。雅虎新聞：明報

## 4月5日
- 兩名行山人士在大嶼山東涌摩天涯高處墮下，由政府飛行服務隊直升機救起並送往屯門醫院急救。雅虎新聞：明報[]

- 入境事務處宣佈調整各項證件及服務收費，預計在3至7年內可收回成本。特區護照的申請費由320港元增至370港元，而補領身份證的收費則由395元減至335元。新收費將於6月19日生效。雅虎新聞：明報

## 4月6日
- 香港機場管理局建議規管客貨車在機場的服務，包括在客運大樓劃定輕型客貨車裝卸貨區，使用者需繳付100港元月費，並規定在使用上貨區前，需向機管局申請許可證。雅虎新聞：明報

- 政府建議香港賽馬會繳納的博彩稅由投注額改為以毛利徵收，首110億港元以72.5%稅率計算，每增加10億元，稅率增加0.5%，超過150億元稅率則為75%。馬會保證頭3年，每年繳稅不小於80億元，大額投注者則可獲回扣。雅虎新聞：明報[]

- 美國核動力航空母艦林肯號連同另4艘艦艇到香港停留3至4天，在青衣對開海面停泊，官兵會上岸自由活動，預期將帶來消費。林肯號在2004年曾經訪港。雅虎新聞：星島日報[]

## 4月7日
- 受地鐵與九鐵合併的細節傳聞影響，加上證券行的唱好，香港地鐵有限公司（港交所：0066）最近3日升了6.5%至18.9港元，達到歷史新高。 雅虎新聞：明報[]

## 4月8日
- 香港電影研究先驅余慕雲，在廣州友人家中突然感到不適，送往廣州醫院後不久，下午2時與世長辭，享年76歲。大公報

- 2006年香港電影金像獎揭曉，由《黑社會》取得最佳電影、杜琪峰獲得最佳導演、最佳男主角是《黑社會》的梁家輝，而最佳女主角則是《如果·愛》的周迅。維基新聞 （页面存档备份，存于） 雅虎新聞：明報

- 長沙灣東京街渠務工程中，發現588件在40至50年代期間駐港英軍遺下的爆炸品，包括彈殼、手榴彈及信管等，警方疏散附近居民，並由爆炸品處理課以人手掘出及即場引爆部份炸彈。雅虎新聞：明報 雅虎新聞：星島日報[]

- 鮮魚行學校把獲派到第一成績組別中學（Band 1）的學生數據公開，被教育統籌局指違反保密守則，教統局常任秘書長羅范椒芬質疑該校校長梁紀昌的誠信。雅虎新聞：明報

## 4月9日
- 「反色情暴力資訊運動」在2005年年底訪問了602人，平均給予香港傳媒該年整體表現為5.6分，較2004年上升1.25分。組織指傳媒失去監察政府和反映民意等功能、部分報道更有誇大失實之嫌，要求政府全面檢視現行規管法例，並促請傳媒自我檢討。成報[永久]

- 九廣鐵路公司有鑑於九廣西鐵多個車站的舖位空置情況嚴重，將空置舖位以低於市值租金租予非牟利社會服務團體作會址，其中南昌站已吸引兩個非牟利團體進駐，使其成為社區服務中心，增添鐵路車站的用途。成報
- 300多名南區居民為希望政府儘快興建地鐵南港島綫，解決交通擠塞問題而參加遊行。雅虎新聞：明報[]

## 4月10日
- 何文田公主道近常盛街公園的一個水務署地盤掘出8副陳年骸骨，懷疑是戰前該址墳場的遺留物。警方表示，將繼續封鎖地盤調查，直至確定案件完全無可疑為止。雅虎新聞：明報

- 2006年的選民登記活動開始，至5月16日結束。選舉委員會界別分組選舉的合資格選民，須先登記才可在12月舉行的選舉中投票。雅虎新聞：明報

- 東南亞最大型的水母館在香港海洋公園揭幕，水母館佔地5000平方呎，分為8個展區，展覽的水母共400多種。雅虎新聞：明報

## 4月11日
- 環境運輸及工務局召開記者會，局長廖秀冬宣佈地鐵與九廣鐵路達成合併協議，並與地鐵簽訂諒解備忘錄。香港電台、維基新聞：香港頻道 （页面存档备份，存于）
- 牛頭角佐敦谷北道淘大花園附近的偉景樓懷疑因泄漏煤氣引發三次爆炸，造成一死八傷。明報新聞[]
- 證券及期貨事務監察委員會公布《適用於保薦人和合規顧問的指引》，詳列保薦人的各項新資格準則及持續責任，2007年1月1日起生效。 香港政府新聞網

## 4月12日
- 偉景樓爆炸案證實與煤氣公司喉管有關，懷疑喉管被污水侵蝕。雅虎新聞：明報
- 香港紅十字會輸血服務中心表示，由於醫院對A型及O型血需求增高，呼籲市民在復活節假期踴躍捐血。 雅虎新聞：明報[]
- 衛生署衛生防護中心宣佈，一對男女在泰國旅遊回港後證實染上登革熱，令本年度累積外地傳入個案增至8宗。 雅虎新聞：明報

## 4月13日
- 消費者委員會揭發，香港至少有53名女士因接受聚丙烯醯胺水凝膠（PAAG）注射隆胸，而導致乳房變形甚至壞死。 雅虎新聞：明報
- 九龍旺角麥花臣室內場館（舊伊利沙伯體育館）的重建計劃，超級運動城的方案因補地價的問題告吹，改為只重建一個室內運動場館加上約20萬平方呎的住宅及商業樓面。 雅虎新聞：明報[]
- 香港政府委託的顧問報告指出，中環灣仔繞道無法做到「零填海」，提出以天橋或隧道共4種方式，最可行的方案則是隧道方案，雖成本較貴但可美化海旁。 雅虎新聞：明報
- 漁農自然護理署從澳洲昆士蘭引進一種名為寶石魚的食用淡水魚，每年約供應35,000條。 雅虎新聞：明報

## 4月14日
- 香港康泰旅行社一旅行團，在泰國芭堤雅遇到車禍，30人受傷。 香港電台 （页面存档备份，存于）
- 一連四日的復活節長假期開始，單於4月14日當日便有近50萬名市民出境外遊，從旅行團團費中徵收的印花稅亦較去年同期上升20%。 雅虎新聞：明報[]
- 香港國際機場發生首宗旅客跳樓自殺案，一名39歲英國籍男遊客等候轉機期間，由自動電梯墮進無人駕駛列車月台死亡。 雅虎新聞：明報
- 九廣鐵路直通車因在廣州發生撞人意外，全日共7班直通車取消或延誤，逾2,000人受阻。 雅虎新聞：明報
- 香港科學館總館長表示，由於該館使用量接近飽和，正打算申請撥款進行第二期的擴建，增加8,000平方米面積。 雅虎新聞：明報[]
- 香港廉政公署首任廉政專員、前布政司姬達爵士（Sir Jack Cater）在英國病逝，享年84歲。 亞視新聞 香港政府新聞網

## 4月15日
- 綠色學生聯會發起香港首個無膠袋日，約1,200間商戶收取每個0.5港元膠袋費用，有62%市民響應不使用膠袋，令膠袋使用量較平日減少近80%。 雅虎新聞：明報
- 香港海關於4月13日截獲的逾6,200多公斤走私魚，經抽驗後發現含有孔雀石綠。 雅虎新聞：明報[]
- 梁國雄、陳偉業和陶君行等被視為較激進的香港民主派人士，正構思籌組政團。 雅虎新聞：明報[]

## 4月16日
- 復活節假期結束前夕，出入境人數超過65萬；海洋公園遊客人頭湧湧，排隊參觀新景點水母館的遊客平均要等候1小時15分鐘。新浪網：明報[永久]
- 約15,000名市民前往參觀在九龍灣國際展貿中心舉辦的第二屆香港玩具節。今年大會將懷舊訂作主題，打扮成《星戰》人物等Cosplay愛好者搶盡鋒頭。 大公報、明報[永久]、星島日報[永久]
- 香港足總盃決賽由香雪晨曦擊敗愉園奪冠，奪得球隊今季首個冠軍。而香港足球總會原定於5月舉行的季後賽將會取消，而將集中力放於4月29日在香港大球場上演的聯賽閉幕戰，由已提早奪得聯賽冠軍的愉園與聯賽盃及高級組銀牌冠軍的傑志對戰。雅虎新聞：明報[]、雅虎新聞：明報2[]、雅虎新聞：星島日報[]

## 4月17日
- 環保組織綠色和平抽查香港兩家最大連鎖超級市場——百佳和惠康的55個蔬菜樣本，發現三成含有殘餘農藥，另外一成含有禁用農藥；其中有蕃茄樣本的致癌物質林丹含量超過歐盟標準43倍。  新浪網：明報[永久]、文匯報、綠色和平 （页面存档备份，存于）
- 由多名較激進的泛民主派成員組成的社會民主連線，一致通過由黃毓民當任發言人，並將組織定位為「反對派」，並向創黨方向發展。連線其他成員包括梁國雄、陳偉業、陶君行等。  雅虎新聞：東方日報[]、明報 （页面存档备份，存于）
- 恒生商學書院在學制改革取消預科課程後，將會轉為提供更多副學士和銜接學士學額，更長遠計劃開辦4年制學士課程，希望升格成為私立大學。  明報[永久]

## 4月18日
- 教育統籌局局長李國章表示，2006/07學年官立中學和津貼中學會繼續加費，中四、中五和中六、中七全年學費分別增加到5,590及9,450港元。 文匯報
- 标准普尔看好香港前景，將評級展望由「穩定」調整至「正面」，反映香港財政持續改善、政府截流表現理想；同時確認香港外幣及本地貨幣等評級。 新浪網：東方日報[永久] 新浪網：明報[永久] 大公報
- 曾涉及1995年性侵犯事件而被罰款的前宣明會香港總幹事倪貢明牧師，獲美國柏祺國際大學(Bakke Graduate University) 委任為香港院校院長，將於4月30日舉行就職禮。時代論壇 （页面存档备份，存于）

## 4月19日
- 新股上海集優及大連港在香港進行的招股引發熱潮，其中大連港招股申請表格更供不應求，有指招股活動凍結的認購資金超過2000億港元。 雅虎新聞：明報[]
- 香港旅遊發展局舉辦的「傳統節慶巡禮」正式開幕，其中包括在中環碼頭開設大型廟會，並豎立了一座高50呎和掛滿6000個塑膠平安包的包山。 雅虎新聞：明報[]
- 香港動植物公園遷入2隻侏儒狨猴及2隻揚子鱷。 雅虎新聞：明報[]

## 4月20日
- 地鐵西港島綫3個車站合共14個出口，最後諮詢定案曝光，當中涉及拆卸康文署的堅尼地城游泳池，並興建上蓋物業。預計該地皮約值28億港元，而附近多幢舊樓亦須收回。 雅虎新聞：明報
- 香港房屋委員會宣佈將動用440萬港元，展開堅尼地城西環邨維修工程，確保樓宇可繼續維持使用15年。 雅虎新聞：明報[]
- 香港政府統計處發表最新資料顯示，月入5000港元以下的低收入人士，一年間減少近5萬至52萬，減幅為8.5％。 雅虎新聞：明報[]
- 港澳自由行計劃落實由5月起申延至6個內地省會城市：江西南昌市、湖南長沙市、廣西南寧市、海南海口市、貴州貴陽市和雲南昆明市，將總城市數目增加至44個。截至3月紀錄，以個人遊身份到香港旅遊的中國內地居民已超過1227萬人次。新城電台、大公報、多維新聞網、國際在綫[永久]

## 4月21日
- 政府委任共132位婚姻監禮人，他們將可為市民在任何時間及任何香港地方舉行婚禮，為市民提供更靈活的證婚服務。雅虎新聞：明報[]
- 曼聯前鋒蘇斯克查將於5月中到香港，出席曼聯足球學校宣傳活動，並會到醫院探訪2005年7月當值時遇襲受傷的警員朱振國。雅虎新聞：明報
- 行政長官曾蔭權出席「海南博鰲論壇2006年年會」，與會的中國國家副主席曾慶紅及國務院港澳事務辦公室主任廖暉均表示對香港特區政府近期的工作表現感到相當滿意。 亞視新聞 商業電台[永久] 新城電台
- 香港居民、新加坡《海峽時報》資深記者程翔自2005年4月22日被中國內地不經審訊而扣押剛滿1年，香港記者協會的400多名新聞工作者及世界各地組織聯署簽名，要求有關當局儘快釋放程翔。 BBC中文網 （页面存档备份，存于） 亞洲時報在綫 （页面存档备份，存于） 世界日報
- 香港家庭用品展開幕，並一連四天於灣仔會議展覽中心舉行，吸引來自36個國家地區超過2300家參展商參加，為歷年來規模最大的一次。香港家庭用品展在同類型展覽中為亞洲最大和全球第3大。 多維新聞網 商業電台[永久] 大公報

## 4月22日
- 《成報》自3月份起拖欠員工薪金一個半月至兩個月，引發管理層人事變動。社長包雲龍、副社長兼總編輯郭一鳴一同請辭，郝彬隨即接任社長。大公報 多維新聞 （页面存档备份，存于）
- 香港世界宣明會及商業二台主辦的第23屆饑饉三十活動，一連兩天於香港仔運動場舉行。保安局局長李少光主持開幕儀式，另有多名藝人，包括本屆「饑饉之星」任賢齊及古巨基等參與。新浪網：東方日報[永久] 新城電台 大公報
- 《香港基本法》頒布十六周年研討會昨日舉行，多位政府官員和學者就「認識國家體制、認識基本法」的主題分別發表演講。許仕仁指出：中央就特區政制發展有最後決定權，完全符合基本法的規定，亦反映憲法下的憲制秩序。大公報

## 4月23日
- 曾奪27次香港甲組足球聯賽冠軍的勁旅南華，下季將面對23年來首次降班。在最後一場護級戰比賽中，吸引了大批南華球迷入場，創下今季香港甲組聯賽最高入座紀錄。 維基新聞 （页面存档备份，存于）
- 香港最後三家日資百貨公司之一三越百貨將於2006年9月全面撤離香港。 維基新聞 （页面存档备份，存于）
- 愛彼錶女皇盃在沙田馬場舉行，由南非雌馬幻彩光華以一馬頭位距離勝出，由馬偉昌策騎。冼毅力策騎的香港代表自由行 (馬匹)則跑第二。香港賽馬會

## 4月24日
- 香港天文台自2004年5月8日以來首次發出黑色暴雨警告信號，香港島西區在6個多小時內錄得超過200毫米降雨量。 香港天文台1 （页面存档备份，存于）、2 （页面存档备份，存于）
- 北京大學學者潘維，在為香港區議員舉辦的首場國情研習班指出:香港一旦民主化，只會令香港成為反共基地，而中央為保香港不受外來勢力控制，只有強力干涉。他又在研習班內列出10條「破除選舉迷信」的「理由」。潘維的言論，被部份與會的民主派區議員質疑，認為他不太了解香港近况。多維新聞網 （页面存档备份，存于）

## 4月25日
- 特首曾蔭權下午巡視中西區，參觀區內一些香港歷史建築，包括香港醫學博物館、西營盤社區綜合大樓、西港城。他表示，保護文物建築的意義不僅在於保存歷史傳統及昔日的社會風貌，更重要的是能將文物建築轉化為社會的公共空間，並令它們得以持續發展。 雅虎新聞：明報

- 九巴參與環保署舉辦的光管回收計劃，全年共收集了旗下巴士及車站廣告燈箱曾使用的12萬支光管，以減少固體廢物及避免水銀對環境做成損害。政府自2004年底至今，共回收約50萬支光管及燈泡。雅虎新聞：明報

- 由《讀者文摘》與尼爾森媒介研究進行的調查發現，香港人對香港生產品牌的支持度，在7個亞洲地區中排第6，排名最低則為新加坡。雅虎新聞：明報[]

## 4月26日
- 審計署報告指香港電台管理出現多項問題，包括超時工作津貼不合理；應酬開支多達75萬元但並無事先取得批准，亦曾試過一年辦6次春茗，耗費5萬多元；而合約及外判員工薪酬則沒有固定標準。港台需在3個月內向政府提交報告。雅虎新聞：明報

- 財政司司長委任3人，包括夏佳理、史美倫及鄭慕智擔任香港交易所董事，而港交所股東大會董事選舉，則由現任董事David Webb及候選人陸恭蕙當選。香港電台

- 九廣鐵路公司公佈2005年業績，全年錄得盈利3億1,700萬港元，較2004年下跌38.2%。九鐵解釋盈利下跌的主因，是因為隨著西鐵及馬鐵投入服務，隧道及橋樑的折舊支出上升，加上推出馬鐵全月通後所帶來的額外乘客，亦不足以彌補少收的車費所致。雅虎新聞：明報

## 4月27日
- 民政事務局局長何志平在記者會上宣佈，為了增強區議會功能，更積極參與地區管理工作，香港政府正式展開為期3個月的公眾咨詢以徵詢香港市民意見。大公報

## 4月28日
- 房委會及房協公布未來三年推售居屋及夾屋的時間表，其中牛池灣嘉峰臺、沙田愉翠苑、天水圍天富苑、新蒲崗啟德花園及將軍澳茵怡花園等將率先於2007年推售。 成報

- 津貼小學議會、資助小學校長會及油尖旺區議會舉行研討會，討論教育統籌局建議於2006年稍後實際中學校網，出席的小學校長及學生家長都不滿教育統籌局於2006年7月分配中學學額時，取消容許油尖旺區學童跨區到有較多英文中學灣仔區升學的安排。部份家長更擬向法院提出司法覆核，甚至罷填升中選校表以示抗議。成報[永久]

- 一輛由上環信德中心駛往荃灣的紅色小巴，下午於駛至葵涌道荔景邨風景樓對開時，疑因閃避前車及天雨路滑，失控撞及路壆，再作180度翻側橫臥路中並突然發生爆炸，事件導致司機及三名女乘客受輕傷。成報[永久]

- 警方在早上到坪石邨、屯門及荃灣區多個住宅單位拘捕六名前任及現職香港寬頻的僱員，懷疑他們向香港寬頻虛報，盜用其他市民的個人資料以申請使用服務，以騙取推銷佣金及解碼器，但實際上他們把線路接駁到同黨位於坪石邨的寓所，以便香港寬頻發現他們正在使用其服務而不致起疑。成報[永久]

## 4月29日
- 《成報》由於拖欠員工薪酬，出現集體請假事件。員工促公司交代財政情況。新浪網 港聞即時 星島日報

- 由於香港市民關注聚丙烯醯胺水凝膠（PAAG）安全問題，衛生署助理署長譚麗芬表示考慮加快立法規管含PAAG醫療物品。大公報 文匯報 多維新聞網 （页面存档备份，存于）

- 14名就讀於元朗朗屏村惠州學校的學生，到瑪麗醫院探望因意外導致癱瘓的鄧紹斌。雅虎新聞：東方日報[]

- 運輸署著力研發智能運輸交通系統，正在開發的香港全境電子地圖，包括禁區、行車方向、停車場位置等詳細交通資料；及公共交通資料庫，預期2007初完成。雅虎新聞：明報[]

## 4月30日
請補充！
| 香港新聞動態 |
| \| - 2024年香港：1月 - 2月 - 3月 - 4月 - 5月 - 6月 - 7月 - 8月 - 9月 - 10月 - 11月 - 12月 - 2023年香港：1月 - 2月 - 3月 - 4月 - 5月 - 6月 - 7月 - 8月 - 9月 - 10月 - 11月 - 12月 - 2022年香港：1月 - 2月 - 3月 - 4月 - 5月 - 6月 - 7月 - 8月 - 9月 - 10月 - 11月 - 12月 - 2021年香港：1月 - 2月 - 3月 - 4月 - 5月 - 6月 - 7月 - 8月 - 9月 - 10月 - 11月 - 12月 - 2020年香港：1月 - 2月 - 3月 - 4月 - 5月 - 6月 - 7月 - 8月 - 9月 - 10月 - 11月 - 12月 - 2019年香港：1月 - 2月 - 3月 - 4月 - 5月 - 6月 - 7月 - 8月 - 9月 - 10月 - 11月 - 12月 - 2018年香港：1月 - 2月 - 3月 - 4月 - 5月 - 6月 - 7月 - 8月 - 9月 - 10月 - 11月 - 12月 - 2017年香港：1月 - 2月 - 3月 - 4月 - 5月 - 6月 - 7月 - 8月 - 9月 - 10月 - 11月 - 12月 - 2016年香港：1月 - 2月 - 3月 - 4月 - 5月 - 6月 - 7月 - 8月 - 9月 - 10月 - 11月 - 12月 - 2015年香港：1月 - 2月 - 3月 - 4月 - 5月 - 6月 - 7月 - 8月 - 9月 - 10月 - 11月 - 12月 - 2014年香港：1月 - 2月 - 3月 - 4月 - 5月 - 6月 - 7月 - 8月 - 9月 - 10月 - 11月 - 12月 - 2013年香港：1月 - 2月 - 3月 - 4月 - 5月 - 6月 - 7月 - 8月 - 9月 - 10月 - 11月 - 12月 - 2012年香港：1月 - 2月 - 3月 - 4月 - 5月 - 6月 - 7月 - 8月 - 9月 - 10月 - 11月 - 12月 - 2011年香港：1月 - 2月 - 3月 - 4月 - 5月 - 6月 - 7月 - 8月 - 9月 - 10月 - 11月 - 12月 - 2010年香港：1月 - 2月 - 3月 - 4月 - 5月 - 6月 - 7月 - 8月 - 9月 - 10月 - 11月 - 12月 - 2009年香港：1月 - 2月 - 3月 - 4月 - 5月 - 6月 - 7月 - 8月 - 9月 - 10月 - 11月 - 12月 - 2008年香港：1月 - 2月 - 3月 - 4月 - 5月 - 6月 - 7月 - 8月 - 9月 - 10月 - 11月 - 12月 - 2007年香港：1月 - 2月 - 3月 - 4月 - 5月 - 6月 - 7月 - 8月 - 9月 - 10月 - 11月 - 12月 - 2006年香港：1月 - 2月 - 3月 - 4月 - 5月 - 6月 - 7月 - 8月 - 9月 - 10月 - 11月 - 12月 - 2005年香港：1月 - 2月 - 3月 - 4月 - 5月 - 6月 - 7月 - 8月 - 9月 - 10月 - 11月 - 12月 - 2004年香港：1月 - 2月 - 3月 - 4月 - 5月 - 6月 - 7月 - 8月 - 9月 - 10月 - 11月 - 12月 - 2003年香港：1月 - 2月 - 3月 - 4月 - 5月 - 6月 - 7月 - 8月 - 9月 - 10月 - 11月 - 12月 - 2002年香港：1月 - 2月 - 3月 - 4月 - 5月 - 6月 - 7月 - 8月 - 9月 - 10月 - 11月 - 12月 - 2001年香港：1月 - 2月 - 3月 - 4月 - 5月 - 6月 - 7月 - 8月 - 9月 - 10月 - 11月 - 12月 - 2000年香港：1月 - 2月 - 3月 - 4月 - 5月 - 6月 - 7月 - 8月 - 9月 - 10月 - 11月 - 12月 - 1999年香港：1月 - 2月 - 3月 - 4月 - 5月 - 6月 - 7月 - 8月 - 9月 - 10月 - 11月 - 12月 - 1998年香港：1月 - 2月 - 3月 - 4月 - 5月 - 6月 - 7月 - 8月 - 9月 - 10月 - 11月 - 12月 - 1997年香港：1月 - 2月 - 3月 - 4月 - 5月 - 6月 - 7月 - 8月 - 9月 - 10月 - 11月 - 12月 參 \| |
| - 2024年香港：1月 - 2月 - 3月 - 4月 - 5月 - 6月 - 7月 - 8月 - 9月 - 10月 - 11月 - 12月 - 2023年香港：1月 - 2月 - 3月 - 4月 - 5月 - 6月 - 7月 - 8月 - 9月 - 10月 - 11月 - 12月 - 2022年香港：1月 - 2月 - 3月 - 4月 - 5月 - 6月 - 7月 - 8月 - 9月 - 10月 - 11月 - 12月 - 2021年香港：1月 - 2月 - 3月 - 4月 - 5月 - 6月 - 7月 - 8月 - 9月 - 10月 - 11月 - 12月 - 2020年香港：1月 - 2月 - 3月 - 4月 - 5月 - 6月 - 7月 - 8月 - 9月 - 10月 - 11月 - 12月 - 2019年香港：1月 - 2月 - 3月 - 4月 - 5月 - 6月 - 7月 - 8月 - 9月 - 10月 - 11月 - 12月 - 2018年香港：1月 - 2月 - 3月 - 4月 - 5月 - 6月 - 7月 - 8月 - 9月 - 10月 - 11月 - 12月 - 2017年香港：1月 - 2月 - 3月 - 4月 - 5月 - 6月 - 7月 - 8月 - 9月 - 10月 - 11月 - 12月 - 2016年香港：1月 - 2月 - 3月 - 4月 - 5月 - 6月 - 7月 - 8月 - 9月 - 10月 - 11月 - 12月 - 2015年香港：1月 - 2月 - 3月 - 4月 - 5月 - 6月 - 7月 - 8月 - 9月 - 10月 - 11月 - 12月 - 2014年香港：1月 - 2月 - 3月 - 4月 - 5月 - 6月 - 7月 - 8月 - 9月 - 10月 - 11月 - 12月 - 2013年香港：1月 - 2月 - 3月 - 4月 - 5月 - 6月 - 7月 - 8月 - 9月 - 10月 - 11月 - 12月 - 2012年香港：1月 - 2月 - 3月 - 4月 - 5月 - 6月 - 7月 - 8月 - 9月 - 10月 - 11月 - 12月 - 2011年香港：1月 - 2月 - 3月 - 4月 - 5月 - 6月 - 7月 - 8月 - 9月 - 10月 - 11月 - 12月 - 2010年香港：1月 - 2月 - 3月 - 4月 - 5月 - 6月 - 7月 - 8月 - 9月 - 10月 - 11月 - 12月 - 2009年香港：1月 - 2月 - 3月 - 4月 - 5月 - 6月 - 7月 - 8月 - 9月 - 10月 - 11月 - 12月 - 2008年香港：1月 - 2月 - 3月 - 4月 - 5月 - 6月 - 7月 - 8月 - 9月 - 10月 - 11月 - 12月 - 2007年香港：1月 - 2月 - 3月 - 4月 - 5月 - 6月 - 7月 - 8月 - 9月 - 10月 - 11月 - 12月 - 2006年香港：1月 - 2月 - 3月 - 4月 - 5月 - 6月 - 7月 - 8月 - 9月 - 10月 - 11月 - 12月 - 2005年香港：1月 - 2月 - 3月 - 4月 - 5月 - 6月 - 7月 - 8月 - 9月 - 10月 - 11月 - 12月 - 2004年香港：1月 - 2月 - 3月 - 4月 - 5月 - 6月 - 7月 - 8月 - 9月 - 10月 - 11月 - 12月 - 2003年香港：1月 - 2月 - 3月 - 4月 - 5月 - 6月 - 7月 - 8月 - 9月 - 10月 - 11月 - 12月 - 2002年香港：1月 - 2月 - 3月 - 4月 - 5月 - 6月 - 7月 - 8月 - 9月 - 10月 - 11月 - 12月 - 2001年香港：1月 - 2月 - 3月 - 4月 - 5月 - 6月 - 7月 - 8月 - 9月 - 10月 - 11月 - 12月 - 2000年香港：1月 - 2月 - 3月 - 4月 - 5月 - 6月 - 7月 - 8月 - 9月 - 10月 - 11月 - 12月 - 1999年香港：1月 - 2月 - 3月 - 4月 - 5月 - 6月 - 7月 - 8月 - 9月 - 10月 - 11月 - 12月 - 1998年香港：1月 - 2月 - 3月 - 4月 - 5月 - 6月 - 7月 - 8月 - 9月 - 10月 - 11月 - 12月 - 1997年香港：1月 - 2月 - 3月 - 4月 - 5月 - 6月 - 7月 - 8月 - 9月 - 10月 - 11月 - 12月 參       |

1. ↑  容量有限，本表只列出香港回歸以來各年各月香港新聞動態。關於更早年代的各年各月香港新聞動態，詳見於某年香港（某年表示1997年之前的公曆年份）。